# Kingston Lisle
Kingston Lisle è un villaggio e parrocchia civile dell'Inghilterra, appartenente alla contea dell'Oxfordshire.